# Madeline Manning
Madeline Manning, född den 11 januari 1948 i Cleveland, är en amerikansk före detta friidrottare som under 1960-talet och 1970-talet tävlade på 400 meter och 800 meter.
Manning tävlade mellan 1967 och 1981 och vann totalt 10 nationella mästerskap. Hon deltog i tre olympiska spel (1968, 1972 och 1976). Vid olympiska sommarspelen 1968 blev hon guldmedaljör på 800 meter. Vid Olympiska sommarspelen 1972 deltog hon i det amerikanska stafettlaget som slutade på andra plats efter Östtyskland.